# Pseudochaeta venusta
Pseudochaeta venusta är en tvåvingeart som först beskrevs av Henry J. Reinhard 1946.  Pseudochaeta venusta ingår i släktet Pseudochaeta och familjen parasitflugor.
Artens utbredningsområde är Texas. Inga underarter finns listade i Catalogue of Life.